# Leptaleus bisbiguttatus
Leptaleus bisbiguttatus es una especie de coleóptero de la familia Anthicidae.

## Distribución geográfica
Habita en la República Democrática del Congo.